# Sceloporus malachiticus
Espèce
Statut de conservation UICN

 LC  : Préoccupation mineure

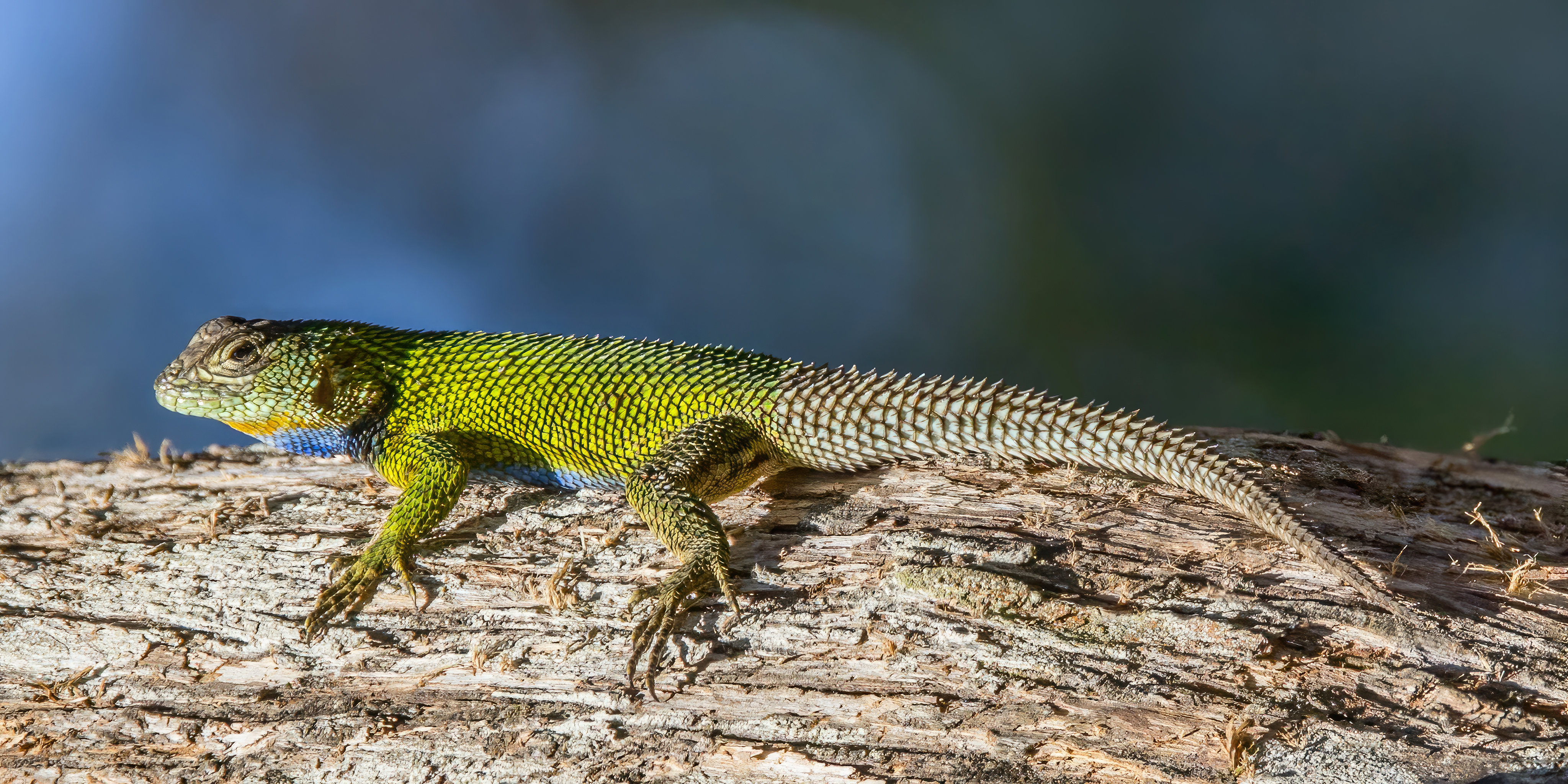
Sceloporus malachiticus au Guatemala. Mars 2023.

Le lézard épineux malachite (Sceloporus malachiticus) est une espèce de sauriens de la famille des Phrynosomatidae. Généralement de couleur verte avec des lignes noires sur les flancs. L'abdomen et la queue sont souvent plus ou moins bleus jusqu'au cou. 

## Répartition
Cette espèce se rencontre entre 830 et 3 000 m d'altitude :
- au Mexique dans l'État du Yucatán ;
- dans le nord du Belize ;
- au Guatemala dans le département du Petén et le département de Sololá ;
- au Honduras ;
- au Salvador ;
- au Nicaragua ;
- au Costa Rica ;
- au Panama ;
- à Antigua.

## Comportement
Le lézard épineux malachite est un lézard diurne arboricole. Tôt le matin, il cherche des insectes, puis passe une bonne partie de la journée à se prélasser au soleil. Ils se retirent dans un terrier, sous un rocher ou un tronc si la température devient trop élevée ou pour dormir. Leur durée de vie est estimée entre trois et cinq ans. Contrairement à la plupart des lézards iguanidés, le lézard épineux malachite est ovovivipare et donne naissance à six à quinze petits par an

## Captivité
Les lézards épineux malachites sont souvent présents dans le commerce des animaux de compagnie exotiques. Leur coloration frappante et leur facilité d'entretien en font des animaux de compagnie très appréciés. Ils se nourrissent facilement de grillons disponibles dans le commerce et peuvent être maintenus dans un vivarium relativement petit, bien qu'ils aient besoin d'un éclairage UV adéquat.

## Publication originale
- Cope, 1864 : Contributions to the herpetology of tropical America. Proceedings of the Academy of Natural Sciences of Philadelphia, vol. 16, p. 166-181 (texte intégral).